# Ніколаєвський (Звениговський район)
Нікола́євський (рос. Николаевский, марій. Николаевский) — виселок у складі Звениговського району Марій Ел, Росія. Входить до складу Шелангерського сільського поселення.

## Населення
Населення — 163 особи (2010; 151 у 2002).
Національний склад (станом на 2002 рік):
- марі — 95 %